# Beaufront Castle
Beaufront Castle är ett slott i Storbritannien.   Det ligger i grevskapet och kommunen Northumberland i riksdelen England, i den centrala delen av landet, 400 km norr om huvudstaden London. Beaufront Castle ligger 123 meter över havet.
Terrängen runt Beaufront Castle är kuperad västerut, men österut är den platt. Runt Beaufront Castle är det ganska glesbefolkat, med 26 invånare per kvadratkilometer. Närmaste större samhälle är Newburn, 20,0 km öster om Beaufront Castle. Trakten runt Beaufront Castle består i huvudsak av gräsmarker.